# Baba Rampuri
Baba Rampuri   (Chicago, 14 de juliol de 1950), també conegut com a William A. Gans, és un Sadhu americà. Afirma ser el primer occidental a convertir-se en un Naga Sadhu, després d'haver estat iniciat el 1970. És autor del llibre Autobiography of a Sadhu: A Journey into Mystic India del 2010 publicat per Destiny Books, originalment publicat el 2005 per Harmony / Bell Tower com a Baba: Autobiography of a Blue-Eyed Yogi, i ara publicat per Amarpuri Wellness el 2016 com a Autobiografia d'un Sadhu: un Angrez entre Naga Babas que també s'ha traduït a l'alemany, el rus, el txec, el croat i el serbi. Va iniciar en l'ordre religiós Naga Sannyasis després de viatjar a l'Índia en una recerca espiritual des de la seva ciutat natal, Califòrnia el 1969, a l'edat de 18 anys. Com molts sadhus, ha deixat d'utilitzar el seu nom de naixement des de la seva iniciació, es nega a donar-lo i no està disposat a parlar del seu passat. És Shri Mahant a Shri Panch Dashnam Juna Akhara (El sagrat Juna Akhara dels deu noms).

## Biografia
Baba Rampuri va néixer en William A. Gans el 14 de juliol de 1950 a Chicago on el seu pare era cirurgià dental, possiblement jueu. La seva família es va mudar a Beverly Hills, Califòrnia, el 1953.

### Anys seixanta i setanta
El 1969, als 18 anys, després d'experimentar amb psicodèlics i vist com un abandonament, Gans va deixar la seva família pròspera i es va dirigir a l'Índia per trobar-se a si mateix i com una recerca espiritual. Tot i que va tornar als Estats Units després d'aquesta visita, va tornar a l'Índia el 1971 i no va tornar al seu país natal. Afirma ser el primer estranger en iniciar a l'Índia una antiga ordre dels ioguis i xamans, els Naga sannyasis, durant el Allahabad Maha Kumbh Mela a 1971. El seu guru és Swami Hari Puri Ji, fill de Pir Sandhya Puri Ji), també conegut com a Hari Puri Baba Ji, Baba Ji, i Guru Ji.
Té dos fills, una filla, Jade Archuleta-Gans, nascuda el 1979 i un fill, Kalyan Gans, el 1990. 

### Anys vuitanta
El 1984 va fundar l' Ashram Hari Puri a la ciutat de Hardwar, a la falda de l'Himàlaia. Divideix el seu temps entre el seu ashram a Hardwar, Ujjain i Goa.

### Anys 2000
El 2004 va ser admès al Consell d'Ancians de Datt Akhara a Ujjain, Índia Central, i s'ha convertit en l'enviat especial del seu Pir (normalment el títol d'un líder sufí musulmà, però també és el títol de l'abat de Datt Akhara a Ujjain.
S'allotja en un campament internacional al Kumbh Mela (el més recent és l'Ardh Kumbh Mela a Allahabad, 2007), a més de retirades, ensenyaments i iniciacions a l'Índia i a l'estranger.
El 2007 va formar part del documental "India Trip" del director de cinema Lev Victorov (Moscou).

### 2010s
A 2010 al Kumbh Mela de a Haridwar, Rampuri va ser guardonat amb un escó permanent al Consell Juna Akhara i va rebre el títol Antahrashtriya (trad. "Internacional") Mandal (trad. "Cercle Mundial") ka Shri Mahant.
En 2013 va ser entrevistat al documental de National Geographic sobre el Kumbh Mela.
Ara dirigeix, juntament amb els seus fills, la Baba Rampuri Cultural Foundation Inc., situada a Brooklyn, Nova York, creada el gener del 2013.
L'11 d'agost de 2017, Rampuri va aparèixer en un episodi titulat Dear India, en el programa de tertúlies de Chelsea.

## Rampuri v. Stern
Rampuri diu que Edwin S. Stern es va acostar a ell el setembre del 2010 i li va demanar que assegurés el compromís de la societat religiosa Shri Panch Dashnam Juna Akhara en un esdeveniment espiritual "Kumbha Mela" que se celebrarà el 2012 a la ciutat de Nova York. Stern va cancel·lar l'esdeveniment previst a l'agost de 2011 a causa de la impossibilitat d'aconseguir finançament suficient. Posteriorment es va iniciar un cas judicial.<ref
La reclamació de Rampuri per una despesa de 250.000 dòlars més la comissió de l'agent, amb l'objectiu d'aconseguir la participació de Juna Akhara i a més, els 1.325.967 dòlars promesos per Stern i la seva empresa com a Dakshina (donació) a la mateixa Juna Akhara, va ser desestimada pel Tribunal Suprem de Nova York el 15 de gener de 2013.

## Obres
L' Autobiography of a Sadhu: A Journey into Mystic India de Rampuri es va publicar per primera vegada en anglès el 2005 (com a Baba: Autobiography of a Blue-Eyed Yogi) i es va traduir al rus el 2006 i a l'alemany el 2008, amb una republicació actualitzada en anglès el 2010.
Publicat en anglès com:
- Rampuri.. 'Autobiography of a Sadhu: A Journey into Mystic India'.  Destiny Books, 2010. ISBN 978-1594773303. – publicat originalment com Rampuri.. Baba: Autobiography of a Blue-Eyed Yogi.  Harmony/Bell Tower, 2005. ISBN 978-1400080380.

Publicat en alemany com:
- Rampuri.. 'Unterwegs zu den Wurzeln yogischen Wissens' (On the Road to the Roots of Yogic Knowledge/Heading to the Roots of Yogic Knowledge).  Sphinx, 2008. ISBN 978-3720590112.

Publicat en rus com:
- Rampuri.. 'Биография голубоглазого йогина' (Autobiography of a Blue-Eyed Yogi).  Гаятри (Gayatri), 2006. ISBN 5-9689-0040-7. i traduït per А. Горбатюк (A. Gorbatyuk)